# Stazione di Tatsuno (Hyōgo)
La stazione di Tatsuno (竜野駅?, Tatsuno-eki) è una stazione ferroviaria della città di Tatsuno, nella prefettura di Hyōgo in Giappone. Si trova sulla linea principale Sanyō, ed è servita dai treni locali e rapidi.

## Linee e servizi
JR West
■ Linea principale Sanyō

## Caratteristiche
La stazione è dotata di due marciapiedi laterali con due binari in superficie.
Fermano in media circa 2 treni all'ora durante il giorno.
| 1 | ■ Linea principale Sanyō |  | per Kamigōri e Okayama   |
| 2 | ■ Linea principale Sanyō |  | per Himeji, Kōbe e Osaka |

## Stazioni adiacenti
| «                      | Servizio               | »                      |
| Linea principale Sanyō | Linea principale Sanyō | Linea principale Sanyō |
| ---------------------- | ---------------------- | ---------------------- |
| Aboshi                 | Locale Rapido Speciale | Aioi                   |